# Nick of Time
Nick of Time (Brasil: Tempo Esgotado / Portugal: Minutos Contados) é um filme de suspense estadunidense de 1995 dirigido por John Badham e estrelado por Johnny Depp, Christopher Walken, Charles S. Dutton e Courtney Chase. 
O filme foi gravado em tempo real, ou seja, cada minuto no filme corresponde a um minuto real.

## Sinopse
O executivo Gene Watson (Johnny Depp) estava voltando do funeral de sua ex-esposa com sua filha de seis anos Lynn (Courtney Chase), quando de repente a menina é sequestrada. Dão-lhe então uma fotografia e uma arma, com a filha ameaçada de morte Gene deve matar a pessoa da foto até 13:30. Porém, a pessoa da foto é a governadora da Califórnia, e com o passar do tempo Gene percebe que cada vez mais pessoas estão envolvidas na trama.

## Elenco
- Johnny Depp (Gene Watson)
- Courtney Chase (Lynn Watson)
- Charles S. Dutton (Huey)
- Christopher Walken (Sr. Smith)
- Roma Maffia (Sra. Jones)
- Marsha Mason (Governadora Eleanor Grant)
- Peter Strauss (Brendan Grant)
- Gloria Reuben (Krista Brooks)

## Recepção
Nick of Time recebeu geralmente críticas negativas por parte dos críticos. Baseado em 28 comentários coletados de publicações notáveis pelo Rotten Tomatoes o filme possui um índice de aprovação geral de 29%. Com base na recepção do filme, que só arrecadou 8 milhões dólares nas bilheterias.

## Trilha sonora
Trilha do filme - composta por Arthur B. Rubinstein - foi lançado pela Milan Records em 22 de novembro de 1995.

## Locações das filmagens
A maior parte das filmagens ocorreu no Westin Bonaventure Hotel, em Downtown Los Angeles, CA.

## Remakes
Este filme recebeu três remakes, um em língua telugu chamado Pape Naa Pranam, estrelado por J. D. Chakravarthy, um filme de 1999 de Bollywood chamado Baadshah, bem como um filme de 2013 em língua malaiala chamado Cowboy e estrelado por Asif Ali.